# Podstępny Ripley
Podstępny Ripley (tytuł oryg. Ripley Under Ground) – niemiecki film fabularny z 2005 roku. Film oparto na noweli autorstwa Patricii Highsmith pod tym samym tytułem.

## Fabuła
Ripley zaangażowany miał być w działalność grupy fałszerzy, którzy produkują obrazy i sprzedają je utrzymując, że namalowane zostały przez sławnego malarza. Problem polega na tym, że malarz ten już nie żyje. Kiedy pewien dociekliwy kupiec zaczyna domyślać się fałszerstwa Ripley przebiera się za malarza i morduje go. Śledztwo w sprawie tego morderstwa prowadzi inspektor Webster.